# 南条梅堂
南条梅堂（なんじょう ばいどう、生没年不詳）は安土桃山時代の僧で仏日山隆光寺二代住職。伯耆国の国人・南条氏の一族で俗名を「隆光」といった。

## 経歴
伯耆国河村郡の南条一族で重臣の南条信正の二男として生まれる。幼少にして天正8年（1580年）8月の長和田・長瀬川の戦いに参陣するも敗れ、難を逃れるため出家し、仏門の道に入った。一説に合戦によって精神的なショックを受けたため、出家したともされる。八橋郡公文村光徳寺八世住職・天松和尚に弟子入りした後、諸国を修行して周り、帰郷後の慶長4年（1599年）3月、当時、久米郡下神村にあった仏日寺（龍光院）を現在地の松神村へ移した。（いずれも現在の鳥取県東伯郡北栄町）倉吉大岳院の宥山和尚を開山として招き、自らは二代住職となった。その際、山号を「仏日山」と改め、自らの俗名「隆光」を寺号に用いて、「仏日山隆光寺」と改めた。翌慶長5年（1600年）、関ヶ原の戦いの後に西軍に属した南条氏が改易され、一族が他国へ逃れると、同一族の小鴨元清の子・元正を保護するなどしている。